# Bruno Salomone
Bruno Salomone (13 de julio de 1970, Villeneuve-Santo-Georges, Valle del Marne) es un humorista y actor francés.

## Biografía
Pasa su infancia en Marsella donde su madre, de origen flamenco es costurera y su padre, siciliano, es plomero. Más tarde la familia se instala en Villeneuve-Saint-Georges (Val-de-Marne).
Comienza la escena en 1991, actuando en pequeñas salas y de las MJC. Ha trabajado también en Eurocopa Disney, donde ha personificado el personaje Dingo. En 1995, aparece en el vídeo promocional de la Playstation. En 1996, logra Graines de star como cómico. A partir de 1998, se produce regularmente al café-teatro parisiense El Cuadrado Blanco y ha logrado ser uno de los miembros de la "Banda del Cuadrado blanco" que resultaré Ç Nos, con sobre todo Éric Collado, Emmanuel Joucla, Jean Dujardin y Éric Massot. Con Jean Dujardin, participa en la emisión Relleno Ataca sobre Francia 2 haciendo de los sketches en las ciudades de rodaje.
Después de la disolución del grupo, crea dos sow para hombres u participa en algunas téléfilms. En 2004, encuentra Jean Dujardin y Éric Collado en la película Brice de Niza. Hará igualmente varias apariciones en la serie Kaamelott algunos años más tarde a los lados de Alexandre Astier, en el rol de Caïus Camillus. Desde 2007, juega uno de los personajes principales de la serie de Francia 2 Hago no aquí, hago no esto. Juega el rol de Denis Bouley, un padre de 2 niños, a los lados de Isabelle Gélinas. En 2009, es presidente del jurado de la #12.º edición del Dinard Comedy Festival a los lados de Nathalie Corré, Françoise Ménidrey, Gérard Moulévrier, Fred Cavayé, Shirley Bousquet, Frédéric Proust y Bruno Putzulu.

## Carrera

### Filmografía

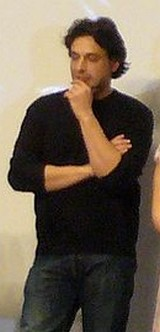
Bruno Salomone al festival Fantastic'Artes 2007.

- 2001 : Gamer de Patrick Levy : Rico
- 2004 : La Goleada de Charles Némès : Vincent
- 2005 : Brice de Niza de James Huth : Igor de Hossegor
- 2007 : Hellphone de James Huth : Hervé Temmam
- 2007 : Busca novio todas cuotas pagadas de Aline Issermann : Yann / Manuel
- 2007 : La Casa de Manuel Poirier : Rémi
- 2008 : Fool Moon de Jérôme El Hotsky : Jean-Pascal
- 2012 : La Clínica del amor de Artus de Penguern : Michael Marshal
- 2012 : Las Vacaciones de Ducobu de Philippe de Chauveron : Esteban
- 2013 : Blanca-Noche de Fabrice Sebille : el cow-boy
- 2014 : Goal of the dead de Benjamin Rocher y Thierry Poiraud : Marc, el agente de Idriss
- 2015 : Sharknado 3 de Anthony C. Ferrante : Major René Joubert
- 2016 : Brice de Niza 3, rompo el 2 de James Huth : Igor de Hossegor

### Televisión
- 1996-2000 : cuadrado blanco / Nosotros Ç Nos
- 1998 : Relleno Ataque
- 2002 : Cámara Café : Thierry, pequeño amigo de Nancy
- 2005 : Clara Sheller de Nicolas Mercier : David
- 2005 : Un rincón de Azul de Heikki Arekallio : Félix
- 2005 : La Familia Zappon de Amar Arhab y Fabrice Michelin : M. Fester
- 2005-2009 : Kaamelott de Alexandre Astier : Caïus Camillus (13 episodios)
- 2005-2009 : Esto cartoon : Georges el asno (voz)
- 2006 : Al socorro, los niños vuelven! de Thierry Binisti : Thomas Brival
- 2007- : Haz no aquí, hago no esto : Denis Bouley
- 2008 : Estado de carencia de Claude de Anna : Aurélien Rinauro
- 2009 : El tiempo es al orage de Joyce Buñuel : Paul
- 2009 : Big Jim de Christian Merret-Palmair : Alexandre
- 2010 : Familia décomposée de Claude de Anna : Léo
- 2011 : La Peor Semana de mi vida de Frédéric Auburtin : Stéphane
- 2013 : Lanester de Franck Mancuso : Xavier Lanester
- 2013 : El Desembarco, emisión a sketchs difundida sobre Canal+
- 2015 : El Secreto de Elija de Alexandre Laurent : Philippe Marsy
- 2015 : La Pequeña Historia de Francia (seria W9, guest)
- 2016 : Homicidios a la Isla de Re : Vincent Pelletier

### Voz en off
- 2002 : #Voz off del Burger Quiz
- 2015 : #Voz off del plus hermoso país del mundo opus 2, documental Francia 2

### Doblaje
- 2004 : Los Indestructibles (The Incredibles) de Brad Bird : Síndrome (voz francesa)
- 2006 : Lucas, hormiga a pesar de le (The Ant Bully) de John TIENE. Davis : Zoc (voz francesa)
- 2007 : Cendrillon y el Príncipe (no demasiado) encantando (Happily No Ever After) de Paul J. Bolger : Rick (voz francesa)
- 2009 : Lucky Luke de James Huth : Jolly Jumper
- 2010 : Una vida de gato de Alain Gagnol y Tejanos Lobo Felicioli : Nico
- 2010 : Legión de Scott Stewart : Larchange Gabriel
- 2011 : Un monstruo en París de Bibo Bergeron : Albert
- 2013 : Louis la Suerte de Philippe Leclerc : Her Shum
- 2015 : El Frigo de Romain Gadiou y Sébastien Tiquet : Bono (el yogur a la fresa)
- 2015 : Gus Pequeño pájaro, gran viaje : Karl / el Hibou (voz francesa)

### Teatro
- 2013 : Mélodrame(s) de Gabor Rassov, puesta en escena Pierre Pradinas, Vivero Teatro
- 2015 : Un pequeño juego sin consecuencia de Jean Dell y Gérald Sibleyras, puesta en escena Ladislas Chollat, Teatro de París